# Элмвуд (Кембридж, Массачусетс)
Элмвуд, также известный как дом Оливера-Джерри-Лоуэлла,  — исторический дом и центральная часть Национального исторического района в Кембридже, штат Массачусетс, США. Известен несколькими выдающимися жителями, в их числе: Томас Оливер (1734–1815), королевский вице-губернатор Массачусетса; Элбридж Джерри (1744–1814), подписавший Декларацию независимости США, вице-президент Соединенных Штатов и эпоним термина «джерримендеринг»; и Джеймс Рассел Лоуэлл (1819–1891), американский писатель, поэт и дипломат.
Дом, изначально располагавшийся на участке площадью 100 акров, был построен в георгианском стиле около 1767 года Джоном Наттингом для вице-губернатора Томаса Оливера, представителя богатой купеческой семьи из провинции Массачусетс-Бэй . Брошенная лоялистом Оливером в начале Войны за независимость США, эта собственность была конфискована штатом Массачусетс . Его приобрёл Элбридж Джерри, который использовал его в качестве своей семейной резиденции до своей смерти в 1814 году. Дом был продан его наследниками семье Лоуэлл и стал местом рождения и проживания Джеймса Рассела Лоуэлла на протяжении большей части его жизни. Во время владения Лоуэллом значительная часть первоначального поместья была распродана, а его наследники продали дом историку искусств и профессору Гарварда Артуру Кингсли Портеру . Он завещал это здание университету, который теперь использует его в качестве официальной резиденции своего президента.
В архитектурном отношении дом сохранил большую часть своего георгианского колорита, подвергшись лишь незначительным внешним дополнениям и изменениям. Хотя Лоуэллы оформили здание в викторианском стиле, Гарвард, переняв здание, восстановил интерьер в более традиционном георгианском стиле. Дом закрыт для посещения. Помимо собственности, принадлежащей Гарварду, в состав Национального исторического памятника входит прилегающий парк Лоуэлл — государственный парк, который когда-то был частью первоначального поместья Оливера.